# Minúsculo 613
Minúsculo 613 (numeração de Gregory-Aland), α 298 (von Soden) é um manuscrito minúsculo grego do Novo Testamento, em folhas de pergaminho, datado paleograficamente como sendo do século XII . Ele já numerado como 136a and 169p.
Atualmente acha-se no Biblioteca Nacional da Universidade de Turim (C. V. 1), em Turim.

## Descrição
O códice contem o texto dos Atos, as epístolas católicas e as epístolas paulinas em 174 folhas de pergaminho (tamanho 23,7 cm por 17,3 cm), com uma lacuna em Hebreus 13:24-25. O texto está escrito em uma coluna de 27 linhas por página. 
Ele contém prolegomena, tabelas de κεφαλαια ("tabelas de conteúdo") antes de cada livro, marcas lecionárias nas margens e notas em dias festivos e feriados, além de um sinaxário. O códice contém também o tratado de Pseudo-Doroteu sobre os doze apóstolos e os setenta discípulos de Jesus (como também os minúsculos 82, 93, 177, 459, 617 e 699).
A ordem dos livros é: Atos, epístolas católicas e epístolas paulinas. A Epístola aos Hebreus aparece depois de Filêmon.

## Texto
Kurt Aland não classificou o texto em nenhuma categoria.
O manuscrito foi parcialmente destruído por um incêndio.

## História
O manuscrito foi acrescentado à lista de manuscritos do Novo Testamento por Johann Martin Augustin Scholz. Ele foi examinado por Pasinus e Gregory viu o manuscrito em 1886. 